# کرپیتسه
کرپیتسه (به صربی: Krpejce) یک منطقهٔ مسکونی در صربستان است که در لسکواس واقع شده‌است. کرپیتسه ۴۷ نفر جمعیت دارد.